# 帽徽

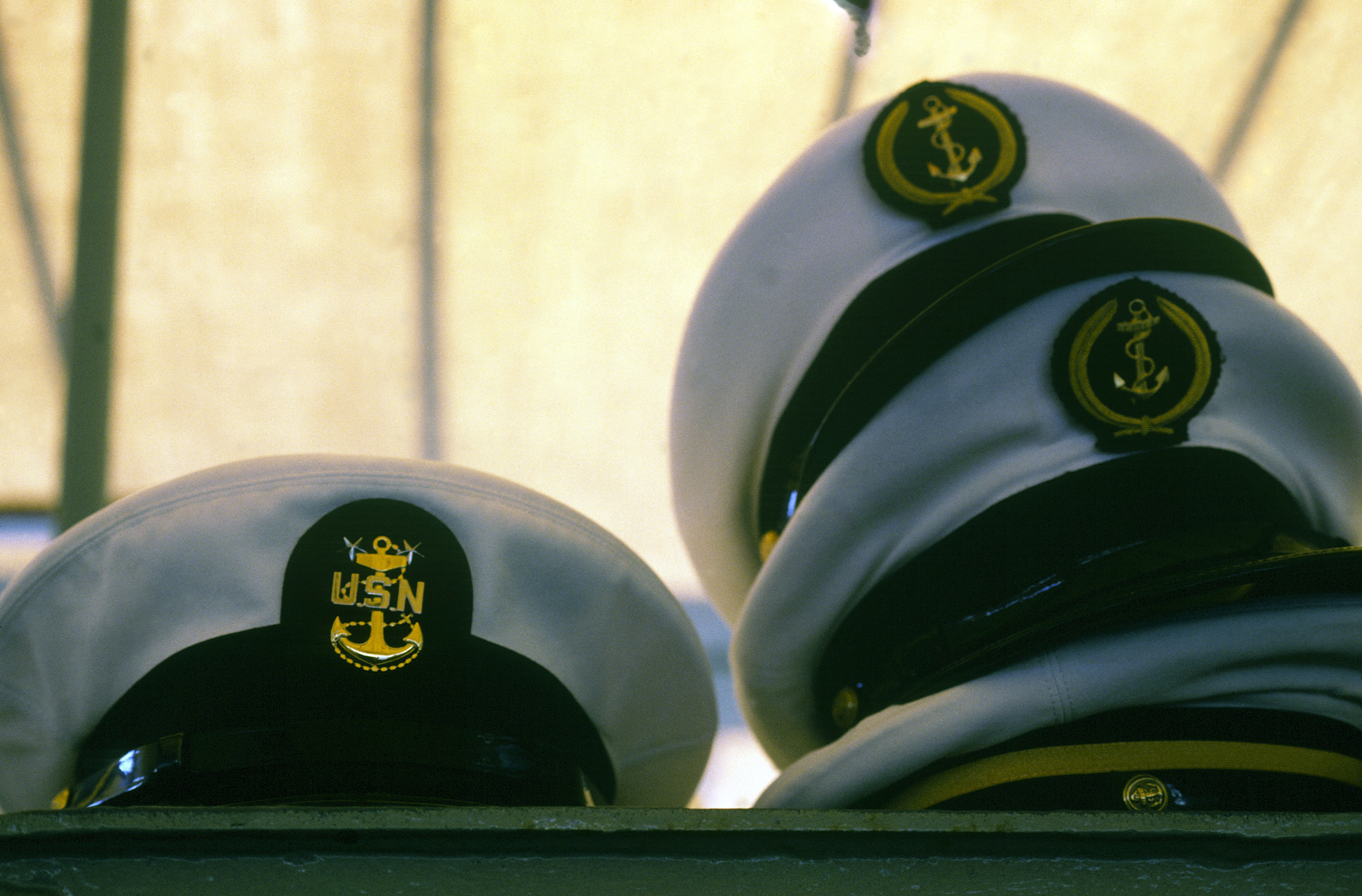
左侧为美国海军帽徽，右侧为法国海军帽徽

帽徽是帽子上的一種徽章，可用于辨别佩戴者的国籍或所處的组织。如果一個穿戴者的帽子上有帽徽，那他通常還要穿著與帽子搭配的制服。军队、警察以及喜歡穿制服的其他团体（例如童子军、民防组织、救护服务組織（聖約翰救護機構）、海关官員、消防隊等）人士的帽子上通常都有帽徽。